# العلاقات الغرينادية الكيريباتية
العلاقات الغرينادية الكيريباتية هي العلاقات الثنائية التي تجمع بين غرينادا وكيريباتي.

## مقارنة بين البلدين
هذه مقارنة عامة ومرجعية للدولتين:
| وجه المقارنة                                              | غرينادا                                         | كيريباتي                        |
| --------------------------------------------------------- | ----------------------------------------------- | ------------------------------- |
| المساحة (كم2)                                             | 348                                             | 811                             |
| عدد السكان (نسمة)                                         | 107.83 ألف                                      | 116.40 ألف                      |
| الكثافة السكانية (ن./كم²)                                 | 30.99 ألف                                       | 14.35 ألف                       |
| العاصمة                                                   | سانت جورجز                                      | جنوب تاراوا                     |
| اللغة الرسمية                                             | لغة إنجليزية، لغة غرينادا الكريولية الإنجليزية ‏ | لغة إنجليزية، اللغة الكيريباتية |
| العملة                                                    | دولار شرق الكاريبي                              | دولار كريباتي، دولار أسترالي    |
| الناتج المحلي الإجمالي (بليون دولار)                      | 1.12 مليار                                      | 196.15 مليون                    |
| الناتج المحلي الإجمالي (تعادل القوة الشرائية) بليون دولار | 1.45 مليار                                      | 224.26 مليون                    |
| الناتج المحلي الإجمالي الاسمي للفرد دولار أمريكي          | 9.21 ألف                                        | 1.42 ألف                        |
| الناتج المحلي الإجمالي للفرد دولار أمريكي                 | 12.43 ألف                                       | 1.81 ألف                        |
| مؤشر التنمية البشرية                                      | 0.750                                           | 0.590                           |
| رمز المكالمات الدولي                                      | +1473                                           | +686                            |
| رمز الإنترنت                                              | .gd                                             | .ki                             |
| المنطقة الزمنية                                           | 00                                              |                                 |

## منظمات دولية مشتركة
يشترك البلدان في عضوية مجموعة من المنظمات الدولية، منها:
| علم المنظمة | اسم المنظمة                                 | تاريخ انضمام غرينادا | تاريخ انضمام كيريباتي |
| ----------- | ------------------------------------------- | -------------------- | --------------------- |
|             | تحالف الدول الجزرية الصغيرة                 | ?                    | ?                     |
|             | الاتحاد البريدي العالمي                     | ?                    | ?                     |
|             | يونسكو                                      | 17 فبراير 1975       | 24 أكتوبر 1989        |
|             | البنك الدولي للإنشاء والتعمير               | 27 أغسطس 1975        | 29 سبتمبر 1986        |
|             | دول الكومنولث                               | ?                    | ?                     |
|             | الاتحاد الدولي للاتصالات                    | 17 نوفمبر 1981       | 3 نوفمبر 1986         |
|             | مؤسسة التمويل الدولية                       | 28 أغسطس 1975        | 2 أكتوبر 1986         |
|             | مؤسسة التنمية الدولية                       | 28 أغسطس 1975        | 2 أكتوبر 1986         |
|             | الأمم المتحدة                               | 17 سبتمبر 1974       | 14 سبتمبر 1999        |
|             | مجموعة دول أفريقيا والكاريبي والمحيط الهادئ | ?                    | ?                     |
|             | منظمة حظر الأسلحة الكيميائية                | ?                    | ?                     |